# Clytellus shibatai
Clytellus shibatai es una especie de escarabajo longicornio del género Clytellus, tribu Clytellini, orden Coleoptera. Fue descrita científicamente por Hayashi en 1977.

## Descripción
Mide 5,5-7,9 milímetros de longitud.

## Distribución
Se distribuye por Malasia.